# اچ‌ام‌اس سی‌لایون (۷۲اس)
اچ‌ام‌اس سی‌لایون (۷۲اس) (به انگلیسی: HMS Sealion (72S)) یک زیردریایی بود که طول آن ۲۰۸ فوت ۹ اینچ (۶۳٫۶۳ متر) بود. این زیردریایی در سال ۱۹۳۴ ساخته شد.